# Alticorpus mentale
Alticorpus mentale es una especie de peces de la familia Cichlidae en el orden de los Perciformes.

## Morfología
Los machos pueden llegar alcanzar los 20,1 cm de longitud total.

## Distribución geográfica
Se encuentra en el África Oriental: sur del lago Malawi.  